# Almaty Cup 2007
L'Almaty Cup 2007 è stato un torneo di tennis facente parte della categoria ATP Challenger Series nell'ambito dell'ATP Challenger Series 2007. Il torneo si è giocato a Almaty in Kazakistan dal 18 al 24 giugno 2007 su campi in terra rossa.

## Vincitori

### Singolare
Simon Greul ha battuto in finale  Daniel Brands con il punteggio di 6–4, 6–2

### Doppio
Kamil Čapkovič /  Ivan Dodig hanno battuto in finale  Aleksej Kedrjuk /  Aleksandr Kudrjavcev con il punteggio di 6–4, 3–6, [10–7]